# Giovanni Battista Bertoni
Giovanni Battista Bertoni, meglio noto con il soprannome Nino (fl. XX secolo), è stato un ingegnere e dirigente sportivo italiano, commissario ed in seguito presidente del Genova 1893 negli anni quaranta.

## Carriera[1]
Bertoni fu un ingegnere, attivo nella società calcistica Genova 1893. 
Divenne commissario del club, sostituendo alla guida della società Juan Culiolo, nel luglio 1941. Nella carica di commissario scelse come allenatore del club Guido Ara. Mantenne la carica sino all'anno successivo, quando assunse la carica di presidente Giovanni Gavarone.
Nel 1943 tornò alla guida del sodalizio genovese, prima come commissario e poi come presidente, carica che lasciò l'anno seguente ad Aldo Mairano.